# Асфальтобетонный завод
Асфальтобетонный завод (АБЗ) — производственное предприятие (комплекс машин, зданий и сооружений), предназначенное для изготовления асфальтобетонных и битумоминеральных смесей, используемых при строительстве и ремонте асфальтового покрытия. На АБЗ осуществляются следующие технологические операции: приём и хранение материалов для приготовления асфальтобетонной смеси; дробление (при необходимости) и сортировка щебня и песка; дозировка и подача в бункер материалов (а для минеральных материалов нагрев и сушка); складирование, хранение (кратковременное) и отгрузка готовой продукции.

## Основное технологическое оборудование АБЗ
Асфальтосмесительная установка — часть основного технологического оборудования АБЗ. Главным параметром установки является её производительность. ГОСТ 27945-95 «Установки асфальтосмесительные» устанавливает выпуск смесителей следующей производительностью 12,5, 23, 40, 50, 63, 100, 160, 250 и 400 т/ч. Установки подразделяются на: мобильные и стационарные. В мобильной установке агрегаты монтируются на прицепы и полуприцепы на пневмоходу. Узлы и блоки агрегатов стационарных установок монтируются на фундаментной площадке.
К основному технологическому оборудованию АБЗ также относятся: приёмные устройства для каменных материалов, битума, ПАВ, минерального порошка; площадки для хранения каменных материалов и ёмкости для битума с нагревательным оборудованием и битумными насосами, ёмкости для ПАВ с нагревателями и насосами, ёмкости для минерального порошка и системы для его подачи; машины для подачи каменных материалов в бункеры смесительных установок; устройство для загрузки готовой продукции, накопители готовой продукции; дробильно-сортировочное оборудование (грохот) для каменных материалов,  миксер для перемешивания компонентов.